# Guiyu
Guiyu — давній вимерлий рід костистих риб і є одним із найраніших серед них. Відомий за єдиним описаним видом Guiyu oneiros.

## Опис
Ця риба жила наприкінці силурійського периоду (близько 419 млн років тому) на території сучасного Китаю. Довжина від кінчика голови до кінчика хвоста становила близько 33 см. Риба об'єднує в собі риси як променеперих, так і лопатеперих риб. Зокрема, як і у інших лопатеперих, її череп розділено на окремі передні і бокові кістки, а кістки щік більше схожі на ранніх променеперих. Серед відмін скелету — елементи плечового поясу, характерні для ранніх щелепоротих, в тому числі хрящових риб.

## Назва
З мандаринської мови Guiyu означає рыба-мара (鬼, guǐ — мара, 鱼, yú — риба). На грецькій όνειρος, óneiros означає «мрія».

## Виноски
1. 1 2  Tyler David. Critical transitions in fish evolution lack fossil documentation  [Архівовано 12 травня 2013 у Wayback Machine.] // Science Literature. — 2009. — P. 469–474.
2. 1 2 3  Древнейшая костная рыба из Китая (рос.). Аммонит.ру. Процитовано 30 березня 2009. {{cite web}}: Недійсний |deadurl=404 (довідка)[недоступне посилання з червня 2019]
3. 1 2 3  Michael J. Ryan, Ph.D. Guiyu: The Oldest Articulated Osteichthyan (англ.). PALAEOBLOG. Архів оригіналу за 16 серпня 2013. Процитовано 2009.
4. 1 2 3 4  PZ Myers. Guiyu oneiros (англ.). ScienceBlogs. Архів оригіналу за 16 серпня 2013. Процитовано 1 квітня 2009.
5. 1 2 3  Descubrimiento de fósil de pez óseo en China aporta nuevos conocimientos clave sobre origen de los vertebrados (ісп.). Spanish.china.org.cn. Архів оригіналу за 16 серпня 2013. Процитовано 27 березня 2009.
6. ↑  Пётр Смирнов. Рыба-призрак из силура. Найден древнейший предок наземных позвоночных (рос.). Газета.ru. Архів оригіналу за 2 вересня 2013. Процитовано 26 березня 2009.